# Reserva estatal Gizil-Agach
La reserva estatal Gizil-Agach (en azerí, Qızılağac dövlət təbiət qoruğu), que significa bosque dorado, fue establecida sobre una superficie de 884 km² al suroeste de la costa del mar Caspio con el propósito de proteger, crear las condiciones para que pasen el invierno y aniden las aves migratorias, de pantanos y salvajes en 1929.
La reserva se incluyó en la lista de la Unesco de humedales de importancia internacional, protegida por el Convenio de Ramsar. La mayor parte de las especies de aves incluidas en la Lista Roja de Azerbaiyán se encuentran en la reserva y en las áreas adyacentes. La reserva cuenta con 248 especies de aves. Mamíferos como el jabalí, el lobo, el gato montés, el tejón y la marta, pueblan esta reserva. Hay 54 especies de peces en las cuencas hídricas de esta reserva.